# Foresta spinosa
La foresta spinosa è una ecoregione semidesertica che occupa la parte sud-occidentale del Madagascar. Forma, insieme alle Foreste succulente del Madagascar la regione denominata Thicket spinoso del Madagascar, inclusa nella lista Global 200..
Si estende lungo la fascia costiera tra il fiume Mangoky, a nord-ovest e la catena dei monti Anosyennes a sud-est.
È la regione più arida del Madagascar, caratterizzata da una lunga stagione secca e da scarsissime precipitazioni, in alcune zone al di sotto dei 350 mm per anno, mediamente di non oltre 500 mm per anno, concentrate nei mesi tra ottobre ed aprile.
È abitata dai Mikea, una popolazione di cacciatori-raccoglitori, stimata nel 2010 in circa 900 persone.

## Flora

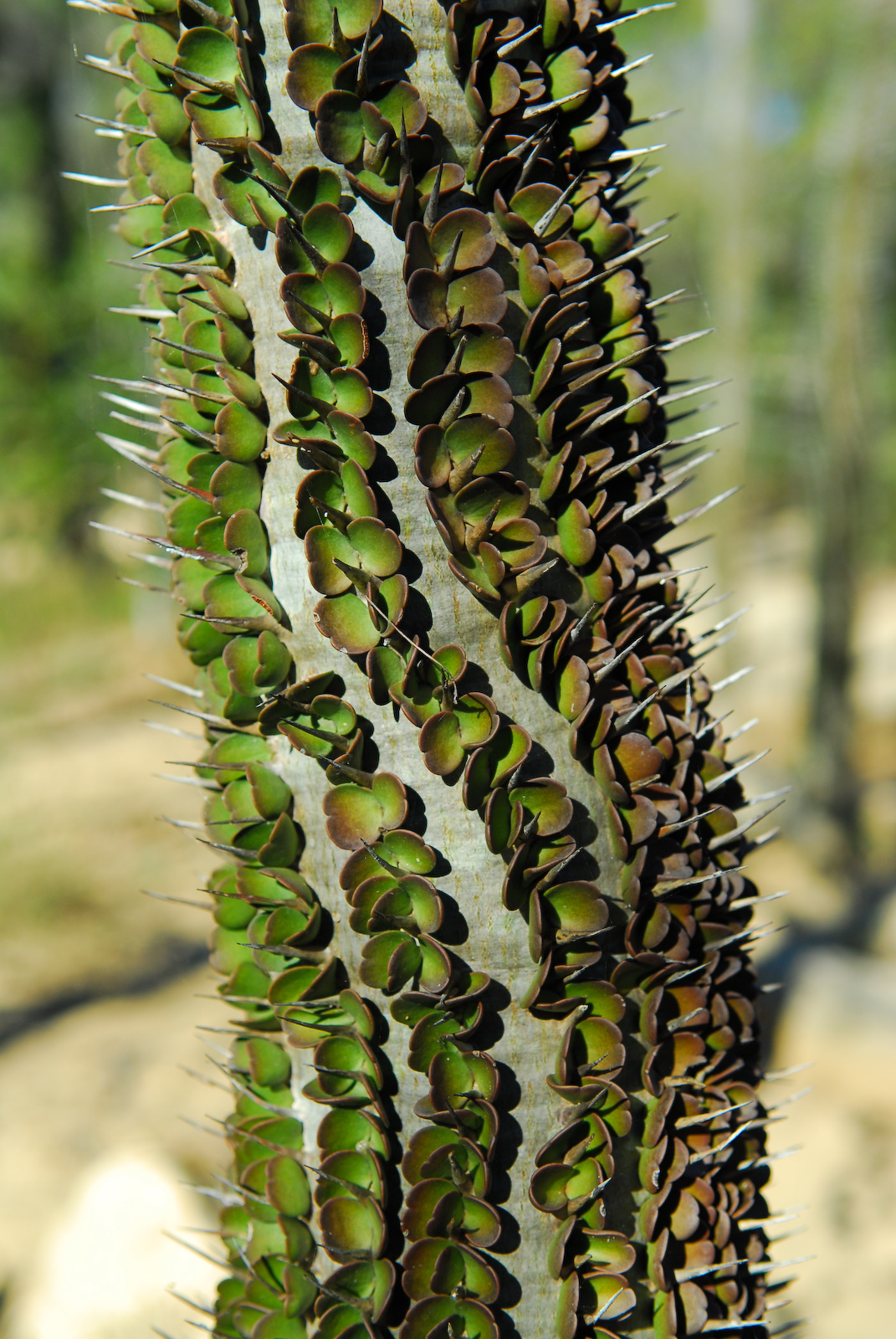
Alluaudia procera
Didiereaceae

La foresta spinosa è caratterizzata dalla presenza di specie vegetali che presentano particolari meccanismi di adattamento xerofilo, in gran parte endemismi della ecoregione.
Tra di esse le specie delle Didiereaceae occupano un posto di rilievo. Si tratta di una famiglia di piante che hanno sviluppato, per convergenza evolutiva, meccanismi di adattamento simili alle Cactaceae del Nuovo Mondo, quali la presenza di foglie piccole e coriacee e la spinescenza. Si tratta di specie per lo più a portamento arbustivo ma che in taluni casi possono emergere in forma di alberi alti più di 10 m, come per Alluaudia ascendens e Alluaudia procera.

Tra le specie arboree emergenti sono presenti anche diverse Burseraceae (Commiphora spp.), Leguminosae (Tetrapterocarpon geayi, Delonix spp.), Hernandiaceae (Gyrocarpus americanus), nonché differenti specie di Euphorbiaceae.

Diradata, ma estremamente caratterizzante, la presenza dei grandi baobab (Bombacaceae).

## Fauna
Tre specie di mammiferi sono endemiche della foresta spinosa: il lepilemure dai piedi bianchi (Lepilemur leucopus), il microcebo Microcebus griseorufus e la mangusta di Grandidier (Galidictis grandidieri). Tra le specie condivise con altre regioni del Madagascar ci sono il lepilemure dalla coda rossa (Lepilemur ruficaudatus), il sifaka di Verreaux (Propithecus verreauxi), il lemure dalla coda ad anelli (Lemur catta), il chirogaleo dalla coda grossa (Cheirogaleus medius), il microcebo murino (Microcebus murinus), nonché i tenrec Geogale aurita e Echinops telfairi.
Numerosi gli endemismi anche tra gli uccelli (Uratelornis chimaera, Coua cursor, Coua verreauxi, Monias benschi, Newtonia archboldi, Xenopirostris xenopirostris, Calicalicus rufocarpalis, Monticola imerina) e i rettili (i camaleonti Furcifer belalandaensis e Furcifer antimena, le iguane Oplurus saxicola e Oplurus fihereniensis, i gechi Phelsuma breviceps, Ebenavia maintimainty e Matoatoa brevipes, il serpente Liophidium chabaudi, le tartarughe Pyxis arachnoides e Geochelone radiata.